# TVN Records
TVN Records es un sello discográfico chileno operado por Televisión Nacional de Chile. Fue creado por el gestor musical de TVN, Sergio Ruiz de Gamboa. Fue anunciado el 16 de octubre de 2016, con el objetivo es comercializar la música de las telenovelas del canal, el noticiario 24 horas, TV Chile, TVN.cl y la venta internacional de los productos musicales de la cadena de televisión pública.

## Historia
Dos años tenía en carpeta el proyecto presentado por Sergio Ruiz. Su idea fue generar dentro del canal público un sello discográfico propio. La iniciativa tuvo buena recepción en los directivos de la señal. Sin embargo, las prioridades en aquel momento, eran otras. Además, el canal debió ampliar el giro e inscribirse primero en la SCD como editorial musical.
La concreción de esta idea se produce a un año que ha sido especialmente complejo para el mercado musical chileno, tras el cierre temporal de CHV Música y Sello Azul. Ha estado planeada la instalación de un nuevo estudio dentro de la sede del canal para la producción de material propio.

## Artistas
- Dani Ilabel[1]
- Carolina Soto[1]
- Chumbekes
- David Versailles
- Franco El Gorila
- Frank's White Canvas
- Gino Mella
- La Otra Fe
- Marysol Muguerza
- Rami & DW
- Juan Ángel
- Andrei Hadler